# Maurice Jarre
Maurice Jarre, född 13 september 1924 i Lyon, död 29 mars 2009 i Los Angeles, Kalifornien, var en fransk kompositör av filmmusik. Han är känd för sin användning av Ondes Martenot. Han har komponerat musiken för flera av David Leans filmer som till exempel Lawrence av Arabien (1962), Doktor Zjivago (1965) och En färd till Indien (1984).
Han var far till kompositören och musikern Jean Michel Jarre (med France Pejot), manusförfattaren Kevin Jarre (adopterad, son till hustrun Laura Devon) och filmkulissdesignern Stéfanie Jarre (med Danielle Savalle).

## Filmografi i urval
- 1960 – De bestialiska
- 1962 – Den längsta dagen
- 1962 – Lawrence av Arabien
- 1962 – Les Dimanches de Ville d'Avray
- 1965 – Doktor Zjivago
- 1965 – Samlaren
- 1966 – Brinner Paris?
- 1967 – Generalernas natt
- 1968 – Isadora
- 1969 – Topaz
- 1971 – Plaza svit
- 1972 – Häng dem snabbt
- 1975 – Mannen som ville bli kung
- 1976 – Den siste magnaten
- 1976 – Mohammed - härföraren
- 1977 – Jesus från Nasaret (Miniserie)
- 1979 – Blecktrumman
- 1979 – Trollkarlen från Lublin
- 1980 – Shōgun (TV-serie)
- 1982 – Brännpunkt Djakarta
- 1982 – Firefox
- 1984 – Samson and Delilah (TV-film)
- 1984 – Top Secret!
- 1984 – En färd till Indien
- 1985 – Mad Max bortom Thunderdome
- 1985 – Vittne till mord
- 1987 – Farlig förbindelse
- 1988 – Bananrepubliken
- 1988 – De dimhöljda bergens gorillor
- 1988 – Hôtel Terminus: The Life and Times of Klaus Barbie
- 1989 – Döda poeters sällskap
- 1989 – Fiender, en berättelse om kärlek
- 1989 – Tror du på tomten, Jessie?
- 1992 – Den inre kretsen
- 1990 – Ghost
- 1995 – En vandring bland molnen
- 1999 – Sunshine - Ein Hauch von Sonnenschein

## Utmärkelser och nomineringar
Han Oscar-nominerades nio gånger och vann tre gånger:
- 1991: Nominerad till Bästa filmmusik för Ghost
- 1989: Nominerad till Bästa filmmusik för De dimhöljda bergens gorillor
- 1986: Nominerad till Bästa filmmusik för Vittne till mord
- 1985: Vann Bästa filmmusik för En färd till Indien
- 1978: Nominerad till Bästa filmmusik för Budskapet
- 1973: Nominerad till Bästa filmlåt för Häng dem snabbt för "Marmalade, Molasses & Honey"
- 1966: Vann Bästa filmmusik för Doktor Zjivago
- 1964: Nominerad till Bästa filmmusik för Les Dimanches de Ville d'Avray
- 1963: Vann Bästa filmmusik för Lawrence av Arabien

1967 vann han en Grammy för Doktor Zjivago. 
1986 vann han en British Academy Awards för filmmusiken till Vittne till mord och 1989 vann han för filmmusiken till Döda poeters sällskap.
Asteroiden 4422 Jarre är uppkallad efter honom och hans son.